# Kai Engelke

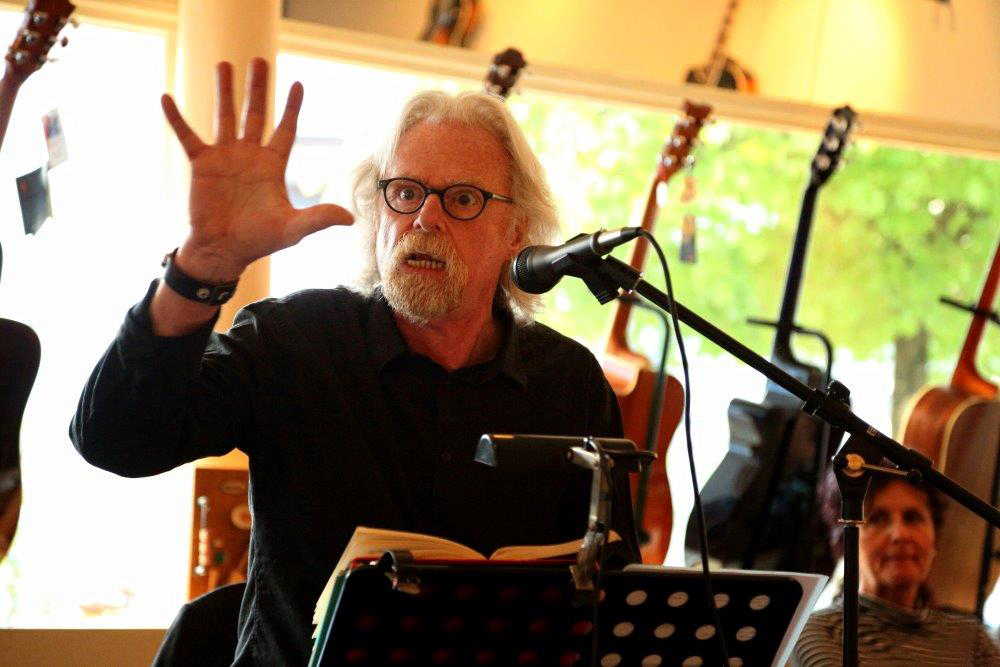
Kai Engelke bei einer Lesung mit Helm van Hahm 2013

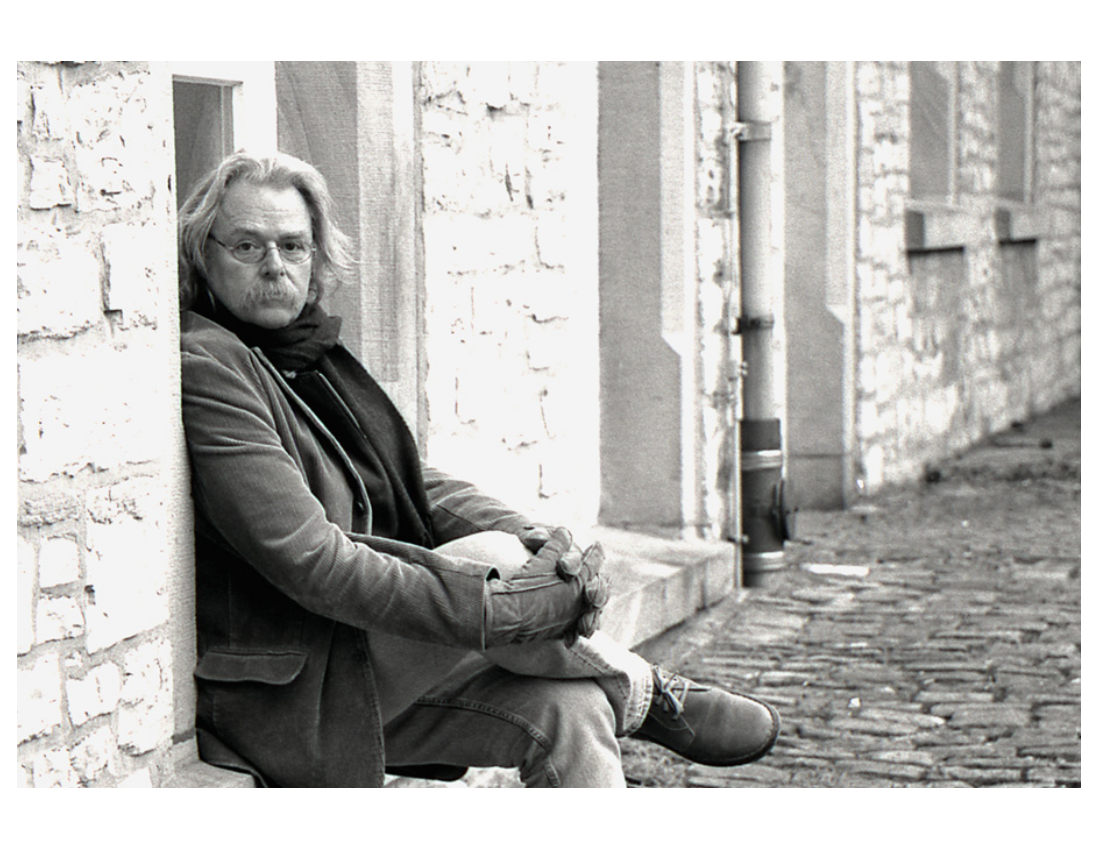
Kai Engelke 2004

Kai Engelke (* 1. April 1946 in Göttingen) ist ein deutscher Schriftsteller, Musikjournalist, Rezitator und Liedermacher.

## Leben
Kai Engelke ist der Sohn des Journalisten und Schriftstellers Jooschen Engelke (1918–1962) und der Malerin Robin Mück-Engelke (1909–2000).
Aufgewachsen in Hildesheim, Berlin und Wyk auf Föhr, verbrachte er seine Schulzeit u. a. im Internat in Marburg/Lahn, legte das Abitur in Gießen ab, begann ein Redaktionsvolontariat bei dpa in Frankfurt am Main und schloss sein Pädagogikstudium in Hildesheim ab. Danach war er freier Mitarbeiter bei der Hildesheimer Presse, der taz Bremen und beim Funk (NDR Hannover, Radio Bremen) und ist in über 100 Anthologien mit Beiträgen vertreten.
1975 bis 2011 arbeitete Kai Engelke als Lehrer in Esterwegen/Emsland. Von 1981 bis 1988 war er Initiator der Surwolder Literaturgespräche, später künstlerischer Leiter der Landesliteraturtage Niedersachsen/Bremen 2001 und 2007; künstlerischer Leiter und Moderator der Meppener Krimitage seit 2009; Moderator der Internationalen Liederfeste auf Burg Waldeck seit 2011; Juror für die „Liederbestenliste“ sowie den „Preis der deutschen Schallplattenkritik“ sowie langjähriger redaktioneller Mitarbeiter beim Musikmagazin für Folk, Lied und Weltmusik Folker.
Engelke war Mitglied im Verband deutscher Schriftsteller (VS) von 1978 bis 2014, zeitweilig auch Landesvorstandsmitglied, und ist Mitglied im Syndikat – Autorengruppe deutschsprachiger Kriminalliteratur.
Kai Engelke ist mit Ulrike Engelke verheiratet und hat fünf Kinder.

## Werke

### Lyrik
- Lärmend der Nacht entgegen, Gedichte und Ähnliches, Convent-Verlag, Oldenburg 1977
- Berührungsversuche, Gedichte, Bläschke-Verlag, A-St.Michael 1979, 2. Aufl. 1980
- Die Angst macht mir Bauchweh, Gedichte und Lieder, Gauke-Verlag, Hann. Münden 1980
- Und im Herbst da wachsen mir Flügel, Gedichte, Edition Lyrik für alle, Frankfurt 1981
- Mit der Welt im Kopf, Lyrik, Atelier Bücker, Wehm 1989
- Wölfe malen immer blau, Gedichtzyklus (mit J. Haverkamp), Waldecker Drucke, Dorweiler/Hunsrück 1990
- Surwold-Blues, Gedichte aus 15 Jahren, Rhön-Verlag, Hünfeld 1997

### Prosa
- Mein kleines dunkles Zimmer, Geschichten, Eigenverlag, 1979
- Haus im Moor, Prosa-Miniatur, Die Halbe Bogen Reihe, Göttingen 1987
- Any I Malala, Erzählung, Verlag Dr. Werner Reinhard, Leer 1990
- Detlef, ruf deine Mutter an! Geschichten und Satiren, Klaus Bielefeld Verlag, Friedland 1998, 4. Auflage 2000
- Wie gut, dass bei uns alles anders ist! Ost-West-Dialog (mit Chr. Kuhn), Klaus Bielefeld Verlag, Friedland 1999, 6. Auflage 2000
- Blut, Schweiß und Träume, Roman, Klaus Bielefeld Verlag, Friedland 2000
- Der Vollzeit-Erschrecker, Kriminalgeschichten, Leda-Verlag, Leer 2002
- Der Totdenker, Kriminalroman, Leda-Verlag, Leer 2005
- Musik liegt in der Gruft, neue Kriminalgeschichten, Leda-Verlag, Leer 2016
- SArG die Wahrheit, 27 neue Geschichten über Liebe, Mord und schröge Vägel, mit ca. 30 Grafiken von Jürgen B. Wolff, Norderstedt 2020

### Herausgaben
- Ich denke an Morgen, Lehrer schreiben Gedichte, Gauke-Verlag, Hann. Münden 1979, 2. Auflage 1981
- Gauke’s Jahrbuch 1982 (Hoffnungen, Alternativen, Utopien), Gauke-Verlag, Hann. Münden 1981
- Straßenmusik – ein Handbuch, Gauke-Verlag, Hann. Münden 1981, 2 erweiterte Auflage 1983
- Gauke’s Jahrbuch 1983 (Frieden), Gauke-Verlag, Hann. Münden 1982
- Surwolder Literaturgespräche, Dokumentation I-III, Verlag Graphikum Dr. Mock, Bovenden 1982
- Schreib weiter!, Dokumentation Surwolder Literaturgespräche IV-VI, Gauke-Verlag, Hann. Münden 1983
- Literatur im Moor, Dokumentation Surwolder Literaturgespräche VII-IX, Edition Collage, Hildesheim 1984
- Literatur im Moor 2, Dokumentation Surwolder Literaturgespräche X-XVI, Springintgut-Verlag, Oldenburg 1986
- Zwischen Idylle und Detonation, Dokumentation eines deutsch-deutschen Schriftstellertreffens, (Schriftleitung), Waldecker Drucke, Dorweiler 1990
- Ostfriesland literarisch, 37 Autorenporträts, (Schriftleitung), Arbeitskreis ostfriesischer Autorinnen und Autoren, Aurich 1996
- Gezeitenwende, Ostfriesische Literatur der 90er-Jahre, (Schriftleitung), De Utrooper Verlag, Aurich 1996
- Das Pferd im See, Gedichte, Lieder und Erzählungen von Josef Hermann (Jooschen) Engelke, Leda-Verlag, Leer 2004

### Tonkassetten
- Lou Reed, Paul & andere Wölfe, Texte und Lieder (mit Peter Herwig), Edition Collage, Hildesheim 1983
- Zorn & Zärtlichkeit, Poesie und Piano, mit P. Gerdes, J. Voß und Chr. Jarrett, Edition Collage, Hildesheim 1984

### Vinyl
Musik im Moor, Die Musiker der Surwolder Literaturgespräche I-X, Edition Collage, Hildesheim 1984

### CDs
- Jazz’n’Poetry, mit St. Gurr und R. Schulz, Wonderland Records, Osnabrück 1994
- Es Mi Tango, mit R. Schulz u. a., Wonderland Records, Osnabrück 1998
- Mitternachtsgesänge, Die verlorenen Lieder des Jooschen Engelke, Conträr Musik, Schwarzenbek 2010

## Preise
- Georg Weerth-Literaturpreis 1989
- 1. Platz beim Hamburg-Wilhelmsdorfer Poetry-Slam 1998
- Bestenliste das neue Buch in Niedersachsen und Bremen 2001

## TV
- “Man kann ja nie wissen”, Porträt Kai Engelke u. a., N3 (NDR, 3. Fernsehprogramm), 1986
- “Emslandlager”, K.E. liest Gedicht, 3sat, 22. Juli 1993
- “Tandem-Lesung”, K.E. und Chr. Kuhn, TV Halle, 5. Oktober 1999
- “Schlaflos um Mitternacht”, Interview mit K.E. und Ulrike Engelke, ZDF, 11. März 2003

## Referenzen
- Wer ist wer, das deutsche Who’s Who, 25. Ausgabe, Lübeck 1986 (S. 292 ff)
- Hildesheimer Literaturlexikon von 1800 bis heute, Olms Verlag, Hildesheim 1996 (S. 63–65)
- Literatur in Niedersachsen, Wallstein Verlag, Göttingen 2000 (S. 29)
- Literarischer Führer Deutschland, Insel Verlag, Frankfurt und Leipzig 2008 (S. 842)